# Pollyanna
Pollyanna – tytuł klasycznej powieści dla dziewcząt autorstwa Eleanor H. Porter oraz imię jej głównej bohaterki.
Jest to historia jedenastoletniej dziewczynki, która po śmierci ojca zostaje odesłana, by mieszkać z surową i despotyczną ciotką. Pogodna i radosna dziewczynka jednak stopniowo to zmienia.  
Książka była wielokrotnie filmowana, z czego najbardziej znaną jest wersja wytwórni Disneya z Hayley Mills w roli głównej.

## Fabuła powieści
Stany Zjednoczone, przełom XIX i XX w. Bogata arystokratka, panna Polly Haringtton, dowiaduje się o śmierci swojego szwagra, pana Whittiera. Kiedyś przed laty siostra panny Polly wyszła za mąż wbrew woli rodziny za ubogiego pastora; urodziła mu kilkoro dzieci, z których większość zmarła, a jakiś czas później umarła ona sama. Teraz zmarł również pastor i przy życiu została jedynie jego najmłodsza córka, jedenastoletnia Pollyanna Whittier (dziewczynka otrzymała imiona Polly i Anna na cześć swoich ciotek). Polly Haringtton uważa, że jej obowiązkiem jest zaopiekować się siostrzenicą, więc sprowadza ją do siebie. Nie wyjeżdża jednak po nią na stację, na którą wysyła służącą Nancy. Nancy, choć oburzona takim postępowaniem wobec dziecka, wykonuje polecenie. Pollyanna jest uroczą osobą: miłą, sympatyczną, troskliwą i – co najdziwniejsze – potrafi znaleźć radość w nawet najtrudniejszej sytuacji. Nawet tym razem, choć dziewczynka jest zawiedziona, że ciotka po nią nie wyjechała, odzyskuje humor, gdyż nadal ma przed sobą możliwość spotkania jej.
Wzajemne poznawanie się nie należy jednak z początku do najmilszych. Pollyanna dużo mówi, co drażni pannę Polly, która każe jej przestrzegać dobrych manier i zabrania wspominania choćby słowem o ojcu dziewczynki, pastorze Wittherze. Później jest jeszcze gorzej; panna Polly umieszcza siostrzenicę w pokoju na poddaszu, gdzie jest małe okienko i nie ma lustra, obrazów ani dywanów. Pollyanna, choć początkowo smutna, szybko odzyskuje humor, stwierdzając, że bez lustra nie musi patrzeć na swoje piegi. Wyjaśnia również Nancy zabawę w radość, w którą ciągle się bawi. Wymyślił ją ojciec Pollyanny. Wszystko zaczęło się od drewnianych kul dla inwalidów, jakie przysłano dziewczynce z Koła Opieki. Pollyanna chciała dostać lalkę i była bardzo smutna; jej ojciec jednak powiedział, że powinna się ona cieszyć, gdyż nie musi o nich chodzić. Dziewczynka od tego czasu bawi się w ten sposób i stara się pocieszać wszystkich kogo tylko można, choćby tym, że zawsze mogło być gorzej. Nancy, choć jest zdumiona tą zabawą, postanawia też w nią grać.
Pierwszego dnia pobytu w nowym domu Pollyanna spóźnia się na obiad i za karę ma go zjeść w kuchni z Nancy. Nie smuci jej to jednak, dzięki temu bowiem może spędzić z Nancy więcej czasu. Innym razem Pollyanna wychodzi w nocy na dach domu i przechodzi na dach stodoły, gdzie później przysypia. Znaleziono ją jednak szybko i ciotka kazała swej siostrzenicy za karę spać u siebie w pokoju, co dziewczynka również wita z radością. Panna Polly jest zdumiona tym wszystkim. Wymyśla dla Pollyanny różne zajęcia i nie może wyjść z podziwu, jak można cieszyć się ze wszystkiego, nawet kary. W dodatku ciotka okazuje dziwną wrogość wobec doktora Chiltona, który jej siostrzenicy bardzo przypada do gustu.
Któregoś dnia podczas spaceru Pollyanna poznaje pana Johna Pedlentona. Okazuje on jej niechęć, ale dziewczynka nie przejmuje się tym; co więcej, ratuje go, gdy pan Pendleton łamie nogę pod miastem. Pollyanna znajduje go i na polecenie mężczyzny biegnie do jego domu, dzwoni po doktora Chiltona i wraca na miejsce pilnować rannego aż do przyjazdu lekarza. Potem odwiedza go dość często. Pan Pendleton, gdy poznał nazwisko swej wybawicielki i dowiedział się, że jest ona siostrzenicą panny Polly, najpierw zakazuje jej przychodzić, potem jednak sam ją zaczął zapraszać do siebie. Pollyanna domyśla się, że żywi on do jej ciotki jakąś dziwną niechęć; Nancy podejrzewa, że jest to spowodowane pewną historią miłosną, która była udziałem panny Polly. Otóż miała ona kiedyś narzeczonego, ale pokłóciła się z nim i odtąd oboje się nie widywali. Nancy podejrzewa, że to właśnie pan Pendleton mógł być tym narzeczonym. W międzyczasie Pollyanna zawiera znajomość z hipochondryczną panią Swann, do której na polecenie ciotki Polly przychodziła wraz z Nancy przynosząc jej obiad. Pani Swann wmawia sobie ciężką chorobę, cały czas spędza w łóżku, ma się za umierającą i do tego terroryzuje swoją córkę. Pollyanna jednak tłumaczy jej, że wcale nie jest chora i uczy ją bawić się w radość. Pani Swann powoli, ale skutecznie zmienia się na lepsze; zaczyna nawet szyć ubrania dla biednych dzieci.
Pollyanna zmienia również życie w domu swojej ciotki – do tego stopnia, że ta, wzruszona, daje dziewczynce lepszy pokój. Do domu trafiają bezpańskie kotek i piesek, na co panna Polly, chociaż niezbyt zachwycona, wyraża zgodę. Któregoś dnia Pollyanna przyprowadza do domu dziesięcioletniego chłopca – Jimmy'ego Beana, sierotę z domu dziecka. Chłopiec uciekł stamtąd, gdyż nikt go tam nie chciał, a teraz marzy o znalezieniu prawdziwego domu. Jest gotów nawet pracować na swoje utrzymanie. Pollyanna zaproponowała, by zamieszkał u cioci Polly, ale ta nie wyraża na to zgody. Dziewczynka nie poddaje się jednak i działa dalej. Osobiście odwiedza panie z Koła Opieki i prosi je o wsparcie dla Jimmy’ego. Panie jednak się nie zgadzają, bo żeby go wesprzeć, musiałaby użyć pieniędzy z funduszy na dzieci w Indiach, a to sprawiłoby, że nie byłyby już na czele listy największych dobroczyńców. Pollyanna próbuje również interweniować u pań z Koła Opieki, które kiedyś zajęło się nią, ale nic nie zyskuje. Nie poddaje się jednak i szuka dalej.
Któregoś dnia Pollyanna ozdabia swoją ciotkę: czesze jej włosy w piękną fryzurę i wpina we włosy różę. Panna Polly, choć zdziwiona, nie protestuje i stwierdza ze zdumieniem, że nadal jest piękna. Uśmiech jednak znika z jej twarzy, gdy wychodzi na taras i spostrzega doktora Chiltona, który akurat przyjechał po Pollyannę, by zawieźć ją do pana Pedlentona. Panna Polly niszczy fryzurę i zabrania Pollyannie podobnych zabaw. Sam lekarz natomiast w rozmowie z dziewczynką nie ukrywa, że fryzura jej ciotki bardzo mu się podobała.
Pollyanna coraz częściej odwiedza pana Pedlentona. Ponieważ zaczął się rok szkolny, musi skrócić te wizyty, ale zawsze o nich pamięta. Pacjent wraca do zdrowia. Co prawda nie jest zachwycony, że po domu pałęta mu się służba (której wcześniej nie miał) i doktor Chilton, ale Pollyanna poprawia mu humor. Pewnego razu pan Pendleton każe nawet zdjąć żyrandol i pryzmaty z niego zawiesić nad oknem – Pollyanna odkryła bowiem, że oświetlone przez słońce rzucają one na ścianę blask tęczy. Od tego czasu w jego domu zawsze świeciło tęczowe światło. Któregoś dnia pan Pendleton wyjawia Pollyannie swoją najpilniej strzeżoną tajemnicę. Otóż był on zakochany w matce Pollyanny (a nie w panie Polly, jak myślała Nancy); kochał ją całym sercem, miał nawet poparcie rodziny, ale ona go nie chciała, gdyż wybrała miłość ojca dziewczynki. Z tego powodu pan Pendleton zawsze był zgorzkniały i smutny, teraz jednak chciałby mieć Pollyannę zawsze przy sobie i proponuje, żeby dziewczynka zamieszkała u niego. Pollyanna, choć z żalem w sercu musi odmówić, proponuje z kolei, by zaadoptował on Jimmy’ego Beana. Pan Pendleton nie skłania się ku takiemu rozwiązaniu i domyśla się, że przyczyną odmowy Pollyanny jest jej ciotka. Mówi dziewczynce, że ciotka wcale jej nie kocha i wzięła ją pod opiekę tylko i wyłącznie z obowiązku. Pollyanna nie może w to uwierzyć i zastanawia się, czy naprawdę tak jest. Jednak kiedy Nancy przybiega po nią w deszcz z parasolem na polecenie ciotki, dziewczynka odkrywa, że ciotka naprawdę się o nią troszczy, a zatem ją kocha.
Któregoś dnia dochodzi do wypadku: Pollyanna wracając ze szkoły zostaje potrącona przez samochód. Dziewczynka ma uszkodzoną głowę, nogi i kręgosłup; doktor, który ją opatruje, stwierdza, że jest ona sparaliżowana i możliwe, że już nigdy nie będzie mogła chodzić. Dorośli ukrywają przed nią ten fakt, ale Pollyanna przypadkiem słyszy rozmowę ciotki z doktorem na ten temat (dzieje się tak przez kota, który otwiera drzwi, by wyjść do pokoju swej pani) i bardzo ją to przeraża; nawet ukochana zabawa nie jest w stanie jej pocieszyć. Mija kilka miesięcy; dziewczynkę odwiedza dużo gości, między innymi córka pani Swann, wdzięczna Pollyannie za to, że ta odmieniła jej matkę, jak również pan Pendleton, który wreszcie zgodził się zaopiekować się Jimmym, a nawet zdecydował się go adoptować. Proponuje on również, by ciotka Polly wezwała doktora Chiltona, uparta panna Harrington jednak odmawia. Jej decyzję zmienia ostatecznie Jimmy, który podsłuchał rozmowę pana Pedlentona z doktorem Chiltonem. Okazało się, że to doktor Chilton był narzeczonym panny Polly, kiedyś jednak pokłócili się i już nigdy się nie spotkali, ustalili bowiem, że to z nich, które odwiedzi drugie jako pierwsze, uzna swoją winę; żadne z nich nie jest jednak na to jeszcze gotowe. Doktor mówi panu Pendletonowi, że ma znajomego lekarza, chirurga, który leczył kiedyś osobę sparaliżowaną i wyleczył ją; Jimmy pędzi więc do panny Polly i przekonuje ją, by wezwała doktora Chiltona. Między byłymi narzeczonymi dochodzi do spotkania po latach, a w rezultacie – do pogodzenia. Doktor Chilton odwozi Pollyannę do ośrodka, gdzie pracuje jego przyjaciel; ten za pomocą operacji przywraca dziewczynce władzę w nogach. Czytelnik dowiaduje się o tym z listu Pollyanny do cioci Polly i doktora Chiltona, którzy przez ten czas wzięli ślub. Pollyanna zawiadamia ich o swoim wyzdrowieniu i rychłym powrocie do domu. Wszystko kończy się więc dobrze.

## Wybrane ekranizacje
- Pollyanna – film z 1920 roku z Mary Pickford w roli tytułowej
- Pollyanna – film z 1960 roku z Hayley Mills w roli tytułowej
- Pollyanna – miniserial z 1973 roku z Elizabeth Archard w roli tytułowej
- Pollyanna – serial animowany z 1986 roku
- Polly z 1989 roku – film z 1989 roku z Keshią Knight Pulliam w roli tytułowej
- Pollyanna – film z 2003 roku z Georginą Terry w roli tytułowej